# کنگر فرنگی (سرده)
کنگر فرنگی، آرتیشو (نام علمی: Cynara) نام یک سرده از تیره کاسنیان است.